# Bais Yaakov
La création du mouvement Bais Yaakov par Sarah Schenirer en 1917 a eu une influence incontestable et durable sur le devenir de l'éducation des jeunes filles juives orthodoxes, et par extension sur l'éducation juive en général.
Le rabbin Noach Weinberg (1930-2009), le fondateur de la yechiva Aish Hatorah, à Jérusalem, en Israël, montre dans le texte qui suit la place qu'occupe Sarah Schenirer :
"Le rabbin Yechezkel (Chaskel) Sarna, le rosh yeshiva de la Yeshivas Chevron et un très grand homme, s'adressait à une assemblée au "bris" (circoncision) du petit-fils de Reb Moshe Chevroni - qui était aussi un petit-fils du Gerrer Rebbe. Un large segment des géants de la Torah de Eretz Yisroel était présent, parmi eux les petits-enfants des leaders de la génération précédente : le Hafetz Haïm, le Slonimer Rebbe, le Vizhnitzer Rebbe, le Gerrer Rebbe, le Levush Mordechai, le Alter de Navardok, le Alter de Mir, et le Alter de Slobodka. Leurs petits-enfants étaient tous là au "bris"."
"Le rav Yechezkel Sarna se leva et dit: "Chacun dans cette pièce pense que c'est son grand-père qui a fait le plus pour "Am Yisroel" dans les cent dernières années. Le Hafetz Haïm, le Alter de Navardok, le Alter de Slobodka - les "talmidim" qu'ils avaient, les "yeshivos" qu'ils ont créées. Je suis ici pour vous dire ce n'est aucun d'entre eux."
"Rav Sarna était très conflictuel, et les gens présent dirent, "Reb Chaskel, évitons les disputes. nous vous prions de
vous asseoir." "
"Reb Chaskel dit, "Je vais vous dire plus. La personne qui a fait le plus pour "Klal Yisroel" dans les cent dernières années, n'a jamais appris une "blatt gemara"." "
" "C'est scandaleux!" chacun dit. "Reb Chaskel, cela dépasse les bornes." "
"Il répond, "Je vais vous dire plus. Quand je mentionnerai son nom, vous serez tous d'accord avec moi que ce n'était pas votre grand-père, ce n'était pas un de ces grands rabbins, mais effectivement cette personne qui a fait le plus pour "Am Yisroel" dans les cent dernières années." "
"Tout le monde éclata de rire. Pouvez-vous imaginer que les hassidim et les mitnagdim se mettent tous d'accord au sujet de qui a fait le plus pour "Am Yisroel" au cours du dernier siècle? Est-ce que c'était possible?"
"Reb Chaskel mentionna le nom… et tous ont été d'accord avec lui."
"Le nom était Sarah Schenirer. Si ce n'était pas pour cette femme qui n'avait jamais eu d'éducation juive formelle, si ce n'était pas pour cette femme qui avait eu cette idée d'éduquer nos jeunes filles, alors "chas ve-chalilah" la face de "Am Yisroel" aurait en effet une autre allure aujourd'hui."
"Qu'avait cette femme? Elle n'avait pas étudié une "blatt gemara" comme le font les hommes. Elle n'est même pas allée à un Bais Yaakov. Qu'avait-elle pour avoir le mérite d'être la force qui a le plus fait pour "Klal Yisroel" dans les cent dernières années? Personne ne lui a dit de faire ce qu'elle a fait. Elle avait de nombreux critiques, des gens qui voulaient l'excommunier."
"On raconte l'histoire que des gens sont venus chez le Hafetz Haïm pour se plaindre de cette femme qui réalisait quelque chose de nouveau sous le soleil. "Durant trois mille cinq cents ans nous n'avions aucune école pour les jeunes filles. Et qui est-elle, de toute façon?" Ils lui demandent d'agir. Le Hafetz Haïm était très agité. Il court dans sa chambre. Ils pensaient qu'il allait chercher son manteau, pour sortir pour le combat. Au lieu de cela, il sortit avec quelques zlotys, des pièces de monnaie, et dit, "Une telle mitzvah extraordinaire, et je ne devrais pas y participer? Voilà, donnez lui cet argent." "
" "Baruch Hashem", le Hafetz Haïm l'a soutenue, le Gerrer Rebbe l'a soutenue, le Belzer Rebbe lui a donné sa bénédiction. Mais qu'est-ce qui l'a amenée à faire ce qu'elle a fait?"
"Il y a une histoire célèbre de Rabbi Eliezer ben Hurkenos, qui à l'âge de vingt-sept ans ne savait pas étudier la Torah, ne savait pas réciter le "Birkas ha-Mazon", ne savait même pas dire le "kerias Shema". Il pleura et pleura jusqu'à ce qu'il atteigne Reb Yochanan ben Zakkai, qui fut capable de finalement lui enseigner la Torah. Au point que, il devint Rabban shel Yisroel."
"Pour quelle raison est-ce que Reb Eliezer ben Hurkenos a eu le mérite de devenir le Rebbe de "Am Yisroel"? Parce qu'il était capable de pleurer pour la Torah. Il faut être prêt à pleurer. Sarah Schenirer pleura pour les jeunes filles juives qui étaient en train de se perdre. Dans son autobiographie elle écrit qu'elle pleura pour ces enfants. C'est pour cela qu'elle a mérité de devenir la Mère du Bais Yaakov, la Matriarche de futures générations de "Klal Yisroel"."